# 10739 Lowman
10739 Lowman eller 1988 JB1 är en asteroid i huvudbältet som upptäcktes den 12 maj 1988 av det amerikanska astronom paret Eugene M. och Carolyn S. Shoemaker vid Palomar-observatoriet. Den är uppkallad efter Margaret D. Lowman.
Asteroiden har en diameter på ungefär 7 kilometer.